# 杜鵑 (企業家)
杜鵑，女，中國企業家、金融家，曾任國美集團執行董事兼行政總裁、黃光裕配偶     。

## 生平
曾在銀行工作，毕业于北京科技大学，彼持有中欧国际工商管理学院及清华五道口金融EMBA学位，自2002年一2007年間，任國美執行董事，並且負責集團項目併購、財務資本運作、投資的工作，接手國美後在金融、零售板块、智能制造、智能手机、互联网、地产等布局，另外彼為香港董事學會會員     